# Динамо (стадион, Букурещ)
Вижте пояснителната страница за други значения на Динамо.
„Динамо“ е многофункционален стадион в Букурещ, Румъния. Използва се главно за футболни мачове и е дом на „Динамо“ (Букурещ).

## История
Стадионът е построен през 1952 г. През 2001 г. са добавен прожектори, а през 2006 г. започва обновяване, което включва разширяване на ВИП ложата и увеличаване на капацитета на Трибуна 2. Поради недостатъчно средства обаче реконструкцията още не е приключила. Има планове за построяване на нова арена, но заради административни пречки проектът върви много бавно. Сега са добавени нови седалки и табло.
Много важни мачове са провеждани тук, включително „Динамо“ – „Евертън“ и „Динамо“ - Байер (Леверкузен).